# Dario Cefarelli
Dario Cefarelli (Maddaloni, 24 luglio 1993) è un cestista italiano.

## Carriera

### Club
Cresciuto nella Juvecaserta, tra il 2008 e il 2011 è stato più volte inserito a referto, senza mai esordire in prima squadra. Ha debuttato in Serie A nella stagione 2010-11: il 6 marzo 2011 è sceso in campo contro l'Enel Brindisi. Nella stagione successiva ha collezionato 15 presenze e in quella 2012-2013 altre 9. Il 19 agosto 2013 si trasferisce in prestito all'Orlandina Basket.
Il 14 febbraio 2015 passa, sempre in prestito, all'Azzurro Basket Napoli. Il 26 luglio dello stesso anno firma per il Treviso Basket, militante in Legadue Silver.
Nella stagione 2015-16 passa al Basket Barcellona.

### Nazionale
Nel luglio 2012 viene convocato per i FIBA EuroBasket Under 20.
Fa parte anche della spedizione azzurra vincitrice dell'Europeo 2013.

## Palmarès

### Club

#### Nazionale
- Europei Under-20: 1

 Estonia 2013